# Edwin Segura
Edwin Alexis Segura Guerra (ur. 17 listopada 1998) – gwatemalski zapaśnik walczący w stylu wolnym. Zajął 27. miejsce na mistrzostwach świata w 2022.
Siódmy na igrzyskach panamerykańskich w 2023. Piąty na igrzyskach Ameryki Środkowej i Karaibów w 2023. Brązowy medalista mistrzostw panamerykańskich w 2025; piąty w 2020, 2021 i 2024 roku.